# George Mesterhazy
George Mesterhazy (* 8. April 1954 in Ungarn; † 12. April 2012 in Cape May) war US-amerikanischer Jazzmusiker (Piano, Keyboard, Gitarre) und Arrangeur, der sich einen Namen als Begleiter von Jazzvokalisten machte. 
Mesterhazy arbeitete im Laufe seiner Karriere mit eigenen Formationen; als Arrangeur wurde er vor allem durch seine Zusammenarbeit mit der Jazzsängerin Shirley Horn bekannt. Sein Arrangement für das Verve-Album Loving You (1997) wurde für den Grammy nominiert. 2003 wirkte er auch bei Shirley Horns Album May the Music Never End als Arrangeur und Pianist mit. Ab den 1990er Jahren war er als Sessionmusiker aktiv; u. a. begleitete er Rebecca Parris (A Jazz Christmas),  mit der er in New Yorker Jazzclubs wie dem Smalls auftrat. 2008 arbeitete er mit Cathy Rocco (You're Gonna Hear from Me), 2010/11 mit Mark Murphy und Lisa Lindsay (Everytime We Say Goodbye). Kurz vor seinem Tod begleitete er die Sängerin Paula West (Live at Jazz Standard). Er lebte zuletzt in Cape May, New Jersey, wo er im April 2012 im Alter von 58 Jahren starb.